# 新石器时代希腊
新石器時代希臘（Neolithic Greece）是一個考古術語，用於指代希臘歷史的新石器時代階段，始於公元前7000年至6500年，當農業在希臘傳播时。在此期間，出現了許多發展，例如農牧混合經濟的建立和發展，建築創新（即“邁加隆式”和“ Tsangli 式”房屋），以及精細的藝術和工具製造。新石器時代希臘是東南歐史前史的一部分。